# God Eater (Anime)
God Eater (jap. ゴッドイーター) ist eine auf der Computerspielreihe God Eater basierende Anime-Fernsehserie, die seit Juli 2015 ausgestrahlt wird. Ihr ging eine Verfilmung als Original Video Animation von 2009 voraus.

## Handlung
Anfang der 2050er Jahre entdecken Forscher eine neue Lebensform namens „Oracle Zellen“ oder später auch „Aragami“ welche sich auf unkontrollierte Art und Weise auf der Erde verbreitet und organische Materialien verzehrt. Ihre Fähigkeit sich durch gezielte Evolution an sich ändernde Bedingungen anzupassen und ihr Appetit treibt die Menschheit an den Rand der Vernichtung.
Nachdem sich konventionelle Waffen gegen die Aragami als wirkungslos gezeigt haben, wurden sogenannte „God Arcs“ entwickelt. Diese sind durch eine Verbindung mit Oracle Zellen lebendige Waffen, welche als einzige eine Wirkung gegen die Aragami zeigen. Die Handlung spielt 2071 als mit den God Arcs kompatible als „God Eater“ bezeichnete Kämpfer die Aragami bekämpfen um den verbliebenen Teil der Menschheit zu retten. Es geht um die Geschichte des jungen Protagonisten Lenka Utsugi, welcher den God Eatern beitritt.

## Produktion und Veröffentlichung
Unter der Regie von Takayuki Hirao entstand 2009 eine erste Anime-Umsetzung des Spiels. Die Produktion vom Studio Ufotable wurde am 28. September 2009 als Original Video Animation veröffentlicht und ist 12 Minuten lang. Im September 2014 wurde eine Umsetzung als Anime-Fernsehserie angekündigt. Bei dieser führte wieder Takayuki Hirao Regie, Keita Shimizu entwarf das Charakterdesign. Die künstlerische Leitung lag bei Masaru Yanaka. Ab 12. Juli 2015 wurden von Tokyo MX, SUN, KBS, BS11, KSS, EBC, OHK, JRT und Channel Neco 9 Episoden ausgestrahlt. Die Folgen 10 bis 13 wurden erstmals im März 2016 ausgestrahlt. Die Plattform Daisuki bietet die Serie unter anderem mit deutschen Untertiteln an, Crunchyroll verbreitet eine englische Fassung, Anime Digital Network eine französische über Streaming. Auch der Sender Mangas zeigte die Serie in Frankreich. Die Serie wurde von KSM Anime lizenziert und auf Deutsch veröffentlicht.

### Synchronisation
| Rolle                    | japanischer Sprecher (Seiyū) | deutsche Sprecher   |
| ------------------------ | ---------------------------- | ------------------- |
| Lenka Utsugi             | Ryuichi Kijima               | Konrad Bösherz      |
| Lindow Amamiya           | Hiroaki Hirata               | Björn Schalla       |
| Soma Schicksal           | Kazuya Nakai                 | Arne Obermeyer      |
| Sakuya Tachibana         | Sayaka Ohara                 | Betül Jülide Gülgec |
| Kota Fujiki              | Daisuke Sakaguchi            | Felix Mayer         |
| Alisa Ilinichina Amiella | Maaya Sakamoto               | Birte Baumgardt     |

- Deutsche Fassung: G&G Studios, Kaarst
- Dialogbuch: Birte Baumgardt
- Dialogregie: Jörn Friese[2]

### Musik
Die Musik der Serie wurde komponiert von Gō Shiina. Der Vorspann der Serie wurde unterlegt mit dem Lied Feed A von Oldcodex, für den Abspann verwendete man Ruined Land von Gō Shiina feat. Naomi. Während der Folgen kommen folgende Titel vor:
- Broke my stake von Ghost Oracle Drive
- Have you ever seen... von Ghost Oracle Drive
- Human After All von Ghost Oracle Drive feat. Sen to Chihiro Chicchi (BiSH)
- Long Way von Ghost Oracle Drive
- Maintain Maintain von Ghost Oracle Drive
- No Way von Ghost Oracle Drive
- Sunday von Ghost Oracle Drive

## Episoden
| Nummer | Titel                                                                                  | Datum              |
| ------ | -------------------------------------------------------------------------------------- | ------------------ |
| 1      | "Lenka Utsugi" "Utsugi renka" (空木レンカ)                                             | 12. Juli 2015      |
| 2      | "Lindow Amamiya" "Amamiya rindō" (雨宮リンドウ)                                        | 18. Juli 2015      |
| 3      | "Alisa Ilinichna Amiella" "Arisa Irīnichina Amiēra" (アリサ・イリーニチナ・アミエーラ) | 26. Juli 2015      |
| 4      | "Aegis" "Eijisu" (エイジス)                                                            | 9. August 2015     |
| 5      | "Auge um Auge/Alles für Vaijra" "Adabana" (仇（徒）花)                                 | 16. August 2015    |
| 6      | "Blume in der Wüste" "Deichu no Hachisu" (泥中の蓮)                                    | 30. August 2015    |
| 7      | "Offene Naht" "Hokorobi" (綻び)                                                        | 6. September 2015  |
| 8      | "Sakuya Tachibana" "Tachibana Sakuya" (橘 サクヤ)                                      | 20. September 2015 |
| 9      | "Soma Schicksal" "Sōma Shikkuzāru" (ソーマ・シックザール)                              | 27. September 2015 |
| 10     | "Heldentod" "Sange" (散華)                                                             | 5. März 2016       |
| 11     | "Operation Meteorit" "Meteoraito" (メテオライト)                                       | 12. März 2016      |
| 12     | "Einheit 1" "Dai-Ichi Butai" (第一部隊)                                                | 18. März 2016      |
| 13     | "Lotus" "Renge" (蓮華)                                                                 | 26. März 2016      |